# 야마우치 가즈히로 (1932년)
야마우치 가즈히로(일본어: 山内 一弘, 본명: 山内 和弘 (동음), 1932년 5월 1일 ~ 2009년 2월 2일)는 일본의 전 프로 야구 선수이자 야구 지도자, 야구 해설가·평론가이다.

## 생애

### 아마추어 시절
아이치현 이치노미야시에서 태어나 오코시 공업고등학교 시절 후에 주쿄 상업고등학교(현재의 주쿄 대학부속 주쿄 고등학교)와 주쿄 대학의 감독을 맡는 다키 마사오의 지도를 받고 있었다. 고교 졸업 후 주니치 드래건스의 입단 테스트에 응시하여 합격했지만 구단의 경영 사정에 의해 야마우치를 포함한 몇 명의 합격자는 전원 입단할 수 없었다. 그 후 가와시마 방적(현재의 가와보)을 거쳐 1952년에 마이니치 오리온스에 입단했다.

### 선수 시절
‘슈트볼을 치는 명인’이라고 말해질 정도로 몸쪽과 바깥쪽의 볼을 좌우에 교묘하게 때려내는 배트컨트롤의 소유자였다. 그 기술에 더해 힘도 있어 다미야 겐지로, 에노모토 기하치 등과 함께 ‘미사일 타선’의 중축을 담당했다. 프로 3년차인 1954년에 팀의 주전을 차지하면서 1960년에는 시즌 32개의 홈런을 기록하는 등 홈런왕과 타점왕을 획득했고 동시에 퍼시픽 리그 MVP까지 차지하는 등의 맹활약을 했다. 특히 올스타전에서는 매년과 같이 통쾌한 안타를 때려내면서 ‘올스타전의 남자’, ‘축제남’, ‘상금 도둑’ 등이라는 별명을 얻었다.
1963년 시즌 종료 후 ‘세기의 대형 트레이드’라고 말해진 고야마 마사아키와의 맞트레이드로 한신 타이거스에 이적했고 한신 이적 후 1년째인 1964년에 아오타 노보루를 제치고 당시 일본 프로 야구에서의 신기록이 되는 통산 293홈런을 기록했다. 이듬해 1965년 7월 4일에 프로야구 사상 최초로 개인 통산 300호 홈런, 1967년 10월 14일 쇼와 시대에 태어난 선수로서는 사상 최초이자 일본 프로 야구 역사상 가와카미 데쓰하루에 뒤를 이은 두 번째의 통산 2000안타를 달성했다. 4년 동안 한신에서 있을 당시의 시즌 최고 타율은 2할 6푼 1리를 기록하여 부진했지만 야구에 열심히 매진하는 자세를 보여주면서 다음 세대의 선수들에게 막대한 영향을 주었다.
1968년 네모토 리쿠오의 요청에 의해 히로시마 도요 카프에 이적했고 같은 해 오 사다하루, 나가시마 시게오에 뒤를 이은 리그 3위에 해당되는 타율 3할 1푼 3리를 기록하면서 스스로의 존재감을 과시해 야마모토 가즈요시, 기누가사 사치오, 야마모토 고지, 미즈타니 지쓰오, 미무라 도시유키, 이노우에 히로아키, 미즈누마 시로 등 히로시마의 중심 선수들로부터 존경받을 정도의 맹활약했다. 1970년에는 개인 통산 400홈런을 기록할 때까지 불과 4개를 남겨둔 시점에서 현역을 은퇴했고 등번호 8번은 야마모토 고지에게 넘겨줬다.
수위타자 1회, 홈런왕 2회, 타점왕 4회 등 타격 부문 타이틀을 갖고 있으며 베스트 나인을 10차례나 수상했다. 좌익수로서의 탁월한 수비에도 정평이 나있어 외야수로서 통산 최다 보살(175개 보살) 기록도 갖고 있다. 2루타를 자랑으로 여겨 통산 2루타 기록(448개)은 후쿠모토 유타카에 의해 기록이 깨질 때까지의 프로 야구 기록이며 현재까지도 역대 3위의 기록이다. 1956년에 기록한 시즌 47개의 2루타 기록은 42년 동안 깨지지 않았다. 또 1970년에 은퇴하기까지 역대 최다인 39개의 구장에서 홈런을 날린 선수이기도 하다.

### 그 후
이후 1971년부터 1974년까지 요미우리 자이언츠 타격 코치(1971년부터 1973년까지 2군, 1974년은 1군), 1975년부터 1977년까지 한신 타이거스 1군 타격 코치, 1979년부터 1981년까지 현역 시절 친정팀인 롯데 오리온스의 감독을 맡았다. 1980년 전기 리그와 1981년 전기 리그에서 우승을 이끌었지만 긴테쓰 버펄로스와 닛폰햄 파이터스와의 플레이오프 맞대결에서 패했다.
1982년부터 1983년까지 니혼 TV 야구 해설위원을 맡았고 1984년부터 1986년까지 주니치 드래건스 감독을 맡았다. 1987년에는 개인사무소 ‘에이트 야마우치’(현재의 에이트원)를 설립해 대표이사 사장으로 취임했다.
1987년 ~ 1989년 요미우리 1군 타격 코치, 1990년 스포츠 닛폰 야구 평론가, 1991년 ~ 1993년 오릭스 블루웨이브 1군 수석 코치 겸 타격 코치, 1994년에는 프랑스 야구 국가대표팀의 감독을 맡고있던 요시다 요시오의 요청으로 프랑스 야구대표팀의 임시 타격 코치도 맡았다. 1995년 한신 타격 코치, 1996년 야쿠르트 스왈로스 타격 코치, 1998년부터 1999년까지 타이완 야구팀 허신 웨일즈의 타격 코치를 역임했고 아마추어 야구계에서는 2001년부터 2년간 소카 대학 야구부에서 임시 코치를 맡았다. 같은 시기에 프로야구 마스터스 리그 팀인 삿포로 앰비셔스의 초대 감독을 맡았다.
2002년에는 일본 야구 명예의 전당에 헌액되었고 2009년 2월 2일 오후 7시 26분, 도쿄 도의 한 병원에서 간부전으로 사망했다. 향년 76세.

## 에피소드
- 취미는 낚시이며, 주니치 감독 시절에는 낚시, 아웃도어 용품 회사인 시마노의 라디오 CM에 출연했다.
- 2007년 3월 24일, 지바 마린 스타디움에서 열린 지바 롯데의 개막전(대 닛폰햄)에서 롯데 OB를 대표해 시구자로 등장했다.

## 상세 정보

### 출신 학교
- 아이치 현립 오코시 공업고등학교

### 선수 경력
사회인 시대
- 가와시마 방적

프로팀 경력
- 마이니치 오리온스·마이니치 다이에이 오리온스(1952년 ~ 1963년)
- 한신 타이거스(1964년 ~ 1967년)
- 히로시마 도요 카프(1968년 ~ 1970년)

### 지도자·기타 경력
- 요미우리 자이언츠 2군 타격 코치(1971년 ~ 1973년)
- 요미우리 자이언츠 1군 타격 코치(1974년)
- 한신 타이거스 1군 타격 코치(1975년 ~ 1977년)
- 롯데 오리온스 감독(1979년 ~ 1981년)
- 닛폰 TV 야구 해설위원(1978년, 1982년 ~ 1983년)
- 주니치 드래곤스 감독(1984년 ~ 1986년)
- 요미우리 자이언츠 1군 타격 코치(1987년 ~ 1989년)
- 스포츠 닛폰 평론가(1990년)
- 오릭스 블루웨이브 1군 수석 코치 겸 타격 코치(1991년 ~ 1993년)
- 한신 타이거스 1군 타격 코치(1995년)
- 야쿠르트 스왈로스 1군 타격 코치(1996년)
- 허신 웨일즈 타격 코치(1998년 ~ 1999년)
- 소카 대학 야구부 임시 코치(2001년 ~ 2002년)

### 수상·타이틀 경력

#### 타이틀
- 수위 타자 : 1회(1957년)
- 홈런왕 : 2회(1959년, 1960년)
- 타점왕 : 4회(1954년, 1955년, 1960년, 1961년)
- 최고 출루율 : 4회(1954년 ~ 1957년) ※당시는 타이틀이 아님

#### 수상
- MVP : 1회(1960년)
- 베스트 나인 : 10회(1954년 ~ 1957년, 1959년 ~ 1963년, 1968년)
- 일본 시리즈 감투상 : 1회(1964년)
- 일본 시리즈 타격상 : 1회(1964년)
- 올스타전 MVP : 3회(1954년 2차전, 1955년 1차전, 1959년 1차전)
- 올스타전 최고 수훈 선수 : 2회(1954년, 1959년)
- 일본 야구 명예의 전당 헌액자(2002년)

### 개인 기록

#### 첫 기록
- 첫 출장·첫 선발 출장 : 1952년 6월 28일, 대 긴테쓰 펄스 10차전(가와사키 구장), 5번·중견수로서 선발 출장
- 첫 안타 : 1952년 6월 29일, 대 다이에이 스타스 5차전(가와사키 구장), 4회말에 하야시 기이치로부터
- 첫 타점 : 1952년 7월 12일, 대 긴테쓰 펄스 11차전(후지이데라 구장), 6회초에 세키네 준조로부터 결승 적시타
- 첫 홈런 : 1952년 8월 2일, 대 한큐 브레이브스 17차전(다카사키 시 조난 야구장), 5회말에 미야자와 기이치로로부터 좌월 2점 홈런

#### 기록 달성 경력
- 통산 100홈런 : 1957년 6월 2일, 대 난카이 호크스 11차전(고라쿠엔 구장), 7회말에 기무라 다모쓰로부터 좌월 솔로 홈런 ※역대 16번째
- 통산 150홈런 : 1959년 8월 16일, 대 도에이 플라이어스 19차전(가와사키 구장), 9회말에 도바시 마사유키로부터 좌월 역전 끝내기 만루 홈런 ※역대 12번째
- 통산 1000안타 : 1960년 7월 16일, 대 난카이 호크스 15차전(고라쿠엔 구장), 4회말에 모리나카 지카라로부터 3루 내야 안타 ※역대 33번째
- 통산 1000경기 출장 : 1961년 4월 23일, 대 도에이 플라이어스 5차전(고마자와 야구장), 4번·좌익수로서 선발 출장 ※역대 57번째
- 통산 200홈런 : 1961년 8월 8일, 대 난카이 호크스 15차전(오사카 구장), 1회초에 고토 오사무로부터 좌월 선제 결승 2점 홈런 ※역대 8번째
- 통산 2루타 300개 : 1963년 6월 27일, 대 긴테쓰 버펄로스 14차전(닛폰 생명 구장), 8회초에 구보 유키히로로부터 우중간 선제 결승 적시 2루타 ※역대 3번째
- 통산 250홈런 : 1963년 8월 19일, 대 한큐 브레이브스 19차전(한큐 니시노미야 구장), 4회초에 요네다 데쓰야로부터 좌월 2점 홈런 ※역대 2번째
- 통산 1500안타 : 1963년 9월 21일, 대 한큐 브레이브스 25차전(도쿄 스타디움), 5회말에 가지모토 다카오로부터 ※역대 12번째
- 통산 1500경기 출장 : 1964년 8월 9일, 대 주니치 드래곤스 17차전(주니치 스타디움), 3번·좌익수로서 선발 출장 ※역대 16번째
- 통산 3000루타 : 1965년 5월 16일, 대 요미우리 자이언츠 6차전(한신 고시엔 구장), 4회말에 가네다 마사이치로부터 좌월 동점 솔로 홈런 ※역대 3번째
- 통산 2루타 350개 : 1965년 6월 29일, 대 다이요 웨일스 12차전(한신 고시엔 구장), 6회말에 니하리 신지로부터 적시 2루타 ※역대 2번째
- 통산 1000타점 : 1965년 7월 3일, 대 요미우리 자이언츠 12차전(고라쿠엔 구장), 4회초에 마스다 아키오로부터 좌월 3점 홈런 ※역대 4번째
- 통산 300홈런 : 1965년 7월 4일, 대 요미우리 자이언츠 13차전(고라쿠엔 구장), 1회초에 조노우치 구니오로부터 좌월 선두 타자 홈런 ※사상 최초
- 통산 1000득점 : 1966년 6월 19일, 대 히로시마 카프 9차전(한신 고시엔 구장), 4회말에 무로야마 고노스케의 대타 후지이 에이지의 우중간 2점 적시 2루타로 기록 ※역대 3번째
- 통산 3500루타 : 1967년 8월 20일, 대 히로시마 카프 19차전(히로시마 시민 구장), 3회초에 소토코바 요시로로부터 2점 홈런 ※역대 2번째
- 통산 2루타 400개 : 1967년 10월 4일, 대 히로시마 카프 27차전(한신 고시엔 구장), 7회말에 조노 가쓰히로로부터 ※사상 최초
- 통산 2000안타 : 1967년 10월 14일, 대 산케이 아톰스 25차전(도쿄 스타디움), 8회초에 요시에 요시카즈로부터 중전 안타 ※역대 2번째
- 통산 350홈런 : 1968년 4월 6일, 대 한신 타이거스 1차전(오카야마 현 야구장), 8회초에 곤도 마사토시로부터 좌월 2점 홈런 ※역대 2번째
- 통산 2000경기 출장 : 1968년 8월 2일, 대 한신 타이거스 17차전(한신 고시엔 구장), 3번·좌익수로서 선발 출장 ※사상 최초
- 통산 4000루타 : 1970년 8월 4일, 대 주니치 드래곤스 16차전(주니치 스타디움), 1회초에 와코 가즈야로부터 좌월 솔로 홈런 ※사상 최초

#### 기타
- 6경기 연속 홈런 : 1959년 6월 18일 ~ 6월 25일
- 1이닝 2홈런 : 1965년 10월 3일, 대 히로시마 카프 21차전(한신 고시엔 구장), 4회말 선두 타자로서 우가리 미치오로부터 우중간에 솔로, 2사 2,3루에서 사사키 가쓰토시로부터 좌중간에 3점 홈런 ※역대 5번째[7]
- 1경기 9타점 : 1959년 7월 5일
- 외야수로서의 통산 보살 : 175개 ※일본 기록
- 올스타전 출장 : 16회(1954년 ~ 1966년, 1968년 ~ 1970년)

### 등번호
- 8(1952년 ~ 1970년)
- 85(1971년 ~ 1974년)
- 72(1975년 ~ 1977년)
- 68(1979년)
- 33(1980년 ~ 1981년)
- 65(1984년 ~ 1986년)
- 77(1987년 ~ 1989년)
- 83(1991년 ~ 1993년, 1995년)

### 연도별 타격 성적
| 연 도       | 소 속             | 경 기 | 타 석 | 타 수 | 득 점 | 안 타 | 2 루 타 | 3 루 타 | 홈 런 | 루 타 | 타 점 | 도 루 | 도 루 자 | 희 생 번 | 희 생 플 | 볼 넷 | 고 4 | 사 구 | 삼 진 | 병 살 타 | 타 율 | 출 루 율 | 장 타 율 | O P S |
| ----------- | ----------------- | ----- | ----- | ----- | ----- | ----- | ------- | ------- | ----- | ----- | ----- | ----- | -------- | -------- | -------- | ----- | ---- | ----- | ----- | -------- | ----- | -------- | -------- | ----- |
| 1952년      | 마이니치 다이마이 | 44    | 124   | 113   | 16    | 38    | 8       | 0       | 1     | 49    | 13    | 4     | 2        | 1        | --       | 10    | --   | 0     | 11    | 7        | .336  | .390     | .434     | .824  |
| 1953년      | 마이니치 다이마이 | 72    | 246   | 213   | 36    | 52    | 8       | 4       | 7     | 89    | 24    | 9     | 3        | 2        | --       | 30    | --   | 1     | 40    | 4        | .244  | .340     | .418     | .758  |
| 1954년      | 마이니치 다이마이 | 140   | 591   | 504   | 85    | 155   | 21      | 4       | 28    | 268   | 97    | 13    | 4        | 2        | 3        | 80    | --   | 2     | 72    | 14       | .308  | .402     | .532     | .934  |
| 1955년      | 마이니치 다이마이 | 137   | 583   | 492   | 87    | 160   | 31      | 4       | 26    | 277   | 99    | 12    | 5        | 0        | 5        | 81    | 2    | 5     | 60    | 17       | .325  | .422     | .563     | .985  |
| 1956년      | 마이니치 다이마이 | 147   | 601   | 500   | 86    | 152   | 47      | 4       | 25    | 282   | 72    | 16    | 8        | 1        | 4        | 92    | 17   | 4     | 48    | 15       | .304  | .413     | .564     | .977  |
| 1957년      | 마이니치 다이마이 | 126   | 518   | 435   | 85    | 144   | 27      | 6       | 29    | 270   | 81    | 10    | 6        | 0        | 9        | 73    | 8    | 1     | 44    | 13       | .331  | .421     | .621     | 1.042 |
| 1958년      | 마이니치 다이마이 | 76    | 302   | 260   | 33    | 74    | 17      | 1       | 13    | 132   | 43    | 4     | 2        | 0        | 3        | 36    | 4    | 3     | 33    | 5        | .285  | .374     | .508     | .882  |
| 1959년      | 마이니치 다이마이 | 112   | 481   | 425   | 72    | 136   | 32      | 6       | 25    | 255   | 74    | 4     | 4        | 0        | 2        | 51    | 10   | 3     | 31    | 13       | .320  | .395     | .600     | .995  |
| 1960년      | 마이니치 다이마이 | 133   | 557   | 483   | 93    | 151   | 31      | 1       | 32    | 280   | 103   | 5     | 2        | 0        | 5        | 67    | 14   | 2     | 40    | 23       | .313  | .395     | .580     | .975  |
| 1961년      | 마이니치 다이마이 | 140   | 582   | 498   | 87    | 155   | 32      | 6       | 25    | 274   | 112   | 6     | 2        | 0        | 10       | 72    | 13   | 2     | 37    | 7        | .311  | .393     | .550     | .943  |
| 1962년      | 마이니치 다이마이 | 128   | 535   | 470   | 82    | 157   | 38      | 5       | 18    | 259   | 72    | 3     | 2        | 0        | 3        | 61    | 7    | 1     | 33    | 14       | .334  | .409     | .551     | .960  |
| 1963년      | 마이니치 다이마이 | 147   | 586   | 502   | 85    | 142   | 25      | 4       | 33    | 274   | 86    | 2     | 3        | 0        | 8        | 76    | 3    | 0     | 49    | 11       | .283  | .372     | .546     | .918  |
| 1964년      | 한신              | 140   | 586   | 506   | 80    | 130   | 24      | 3       | 31    | 253   | 94    | 10    | 2        | 0        | 7        | 73    | 5    | 0     | 51    | 19       | .257  | .346     | .500     | .846  |
| 1965년      | 한신              | 127   | 515   | 460   | 50    | 120   | 23      | 2       | 20    | 207   | 65    | 5     | 1        | 0        | 9        | 46    | 6    | 0     | 56    | 10       | .261  | .322     | .450     | .772  |
| 1966년      | 한신              | 125   | 495   | 438   | 54    | 112   | 24      | 1       | 18    | 192   | 54    | 1     | 0        | 1        | 4        | 50    | 5    | 2     | 47    | 16       | .256  | .332     | .438     | .770  |
| 1967년      | 한신              | 130   | 531   | 482   | 64    | 125   | 12      | 2       | 18    | 195   | 63    | 5     | 3        | 0        | 5        | 42    | 1    | 2     | 42    | 11       | .259  | .318     | .405     | .723  |
| 1968년      | 히로시마          | 134   | 527   | 467   | 65    | 146   | 27      | 1       | 21    | 238   | 69    | 6     | 3        | 0        | 7        | 53    | 2    | 0     | 60    | 12       | .313  | .378     | .510     | .888  |
| 1969년      | 히로시마          | 100   | 358   | 310   | 49    | 85    | 12      | 0       | 21    | 160   | 38    | 1     | 0        | 0        | 1        | 46    | 2    | 1     | 48    | 8        | .274  | .369     | .516     | .885  |
| 1970년      | 히로시마          | 77    | 169   | 144   | 9     | 37    | 9       | 0       | 5     | 61    | 27    | 2     | 2        | 1        | 3        | 21    | 2    | 0     | 18    | 3        | .257  | .345     | .424     | .769  |
| 통산 : 19년 | 통산 : 19년       | 2235  | 8887  | 7702  | 1218  | 2271  | 448     | 54      | 396   | 4015  | 1286  | 118   | 54       | 8        | 88       | 1060  | 101  | 29    | 820   | 222      | .295  | .378     | .521     | .900  |

- 굵은 글씨는 시즌 최고 성적.
- 마이니치(마이니치 오리온스)는 1958년에 다이마이(마이니치 다이에이 오리온스)로 구단명을 변경.

### 감독으로서의 팀 성적
| 연도       | 소속       | 순위       | 경기 | 승리 | 패전 | 무승부 | 승률 | 승차                         | 팀 홈런                      | 팀 타율                      | 팀 평균자책점                | 연령                         |                              |
| ---------- | ---------- | ---------- | ---- | ---- | ---- | ------ | ---- | ---------------------------- | ---------------------------- | ---------------------------- | ---------------------------- | ---------------------------- | ---------------------------- |
| 1979년     | 롯데       | 4위        | 130  | 55   | 63   | 12     | .466 | 4위·3위                      | 150                          | .274                         | 4.30                         | 47세                         |                              |
| 1980년     | 롯데       | 2위        | 130  | 64   | 51   | 15     | .557 | 1위·3위                      | 184                          | .280                         | 4.15                         | 48세                         |                              |
| 1981년     | 롯데       | 3위        | 130  | 63   | 57   | 10     | .525 | 1위·3위                      | 126                          | .277                         | 4.16                         | 49세                         |                              |
| 1984년     | 주니치     | 2위        | 130  | 73   | 49   | 8      | .598 | 3                            | 191                          | .282                         | 3.82                         | 52세                         |                              |
| 1985년     | 주니치     | 5위        | 130  | 56   | 61   | 13     | .479 | 15                           | 136                          | .265                         | 4.08                         | 53세                         |                              |
| 1986년     | 주니치     | 5위        | 62   | 25   | 32   | 5      | .439 | 20                           | 131                          | .242                         | 3.70                         | 54세                         |                              |
| 통산 : 6년 | 통산 : 6년 | 통산 : 6년 | 712  | 336  | 313  | 63     | .439 | A클래스 : 3회, B클래스 : 3회 | A클래스 : 3회, B클래스 : 3회 | A클래스 : 3회, B클래스 : 3회 | A클래스 : 3회, B클래스 : 3회 | A클래스 : 3회, B클래스 : 3회 | A클래스 : 3회, B클래스 : 3회 |

1. 승차에서 1982년은 전·후기제(1973년 ~ 1982년) 도입으로 인해 왼쪽은 전기 순위, 오른쪽은 후기 순위를 표기.
2. 1979년부터 1996년까지는 130경기제.
3. 1986년은 시즌 개막부터 7월 4일까지 지휘를 맡음.